# Bernhard von Rabenhorst
Adolf Bernhard Rabenhorst, seit 1856 von Rabenhorst, (* 29. Mai 1801 in Leipzig; † 14. Juni 1873 in Hoflößnitz) war ein sächsischer Kriegsminister und General der Infanterie.

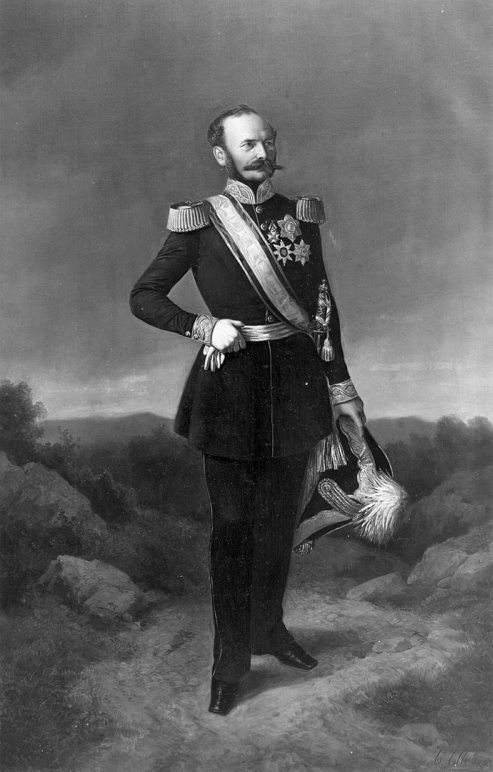
Bernhard von Rabenhorst

## Leben

### Herkunft
Rabenhorst stammte aus bürgerlichen Verhältnissen. Seine Eltern waren der Buchhändler Christian Gottlieb Rabenhorst (1769–1808) und dessen Ehefrau Charlotte Juliane, geborene Wappler (1779–1802). Sie war eine Tochter des Kaufmanns Christian Heinrich Wappler.

### Militärkarriere
1816/23 erhielt er eine militärwissenschaftliche Ausbildung an der Dresdner Militärakademie mit anschließender Ernennung zum Stückjunker. 1840 avancierte Rabenhorst zum Hauptmann und 1846 zum Major unter gleichzeitiger Berufung zum sächsischen Militärbevollmächtigten am Bundestag in Frankfurt am Main. Im Jahr 1849 erfolgte seine Beförderung zum Oberst und Ernennung zum Kriegsminister. In dieser Funktion ließ Rabenhorst zusammen mit dem Befehlshaber der preußischen Hilfstruppen Friedrich von Waldersee den Dresdner Maiaufstand niederschlagen. Im gleichen Jahr erfolgte seine Beförderung zum Generalmajor, 1850 zum Generalleutnant. Ebenfalls im Jahr 1849 erhielt Rabenhorst den Militär-St.-Heinrichs-Orden.
1856 wurde Rabenhorst durch König Johann von Sachsen in den erblichen Adelsstand erhoben. Es folgten Jahre des Aufbaus und der Modernisierung der sächsischen Armee. Als Mitglied des Gesamtministeriums des Königreichs Sachsen unter Friedrich Ferdinand von Beust führte er die sächsische Armee an der Seite Österreichs in den Deutschen Krieg. Nach der Niederlage in der Schlacht von Königgrätz trat er im Oktober 1866 von seinen Ämtern ab.
Rabenhorst zog sich nach Hoflößnitz zurück und widmete sich dort seiner Leidenschaft, mathematischen und technischen Studien. 1872 verlieh ihm der sächsische König den Charakter als General der Infanterie. Im folgenden Jahr 1873 verstarb Rabenhorst in Hoflößnitz.

### Familie
Rabenhorst heiratete in Dresden Luise Hörnig (1817–1865). Das Paar hatte mehrere Kinder:
- Helene (1842–1918)
- Woldemar (1844–1887), sächsischer Major ⚭ Apollonia Lessel (1840–1916), Tochter des späteren Oberst Philipp Lessel
- Adolf (1846–1925), sächsischer Generalmajor ⚭ Margarethe Freiin von Hausen (1850–1918)
- Hertha (1847–1923) ⚭ Friedrich von Busse (1828–1916), Politiker und Mitglied des Reichstages
- Bernhard (1851–1906), sächsischer Major a. D.
- Artur (1853–1889)
- Emma (* 1858)

Rabenhorst war verwandt mit Horst von Metzsch.